# Wereldkampioenschap voetbal 2022 (kwalificatie)
Voor het wereldkampioenschap voetbal mannen 2022 in Qatar moesten de landen zich via de continentale toernooien kwalificeren. Het aantal beschikbare plaatsen voor elke bij de FIFA aangesloten confederatie hangt af van de sterkte van het continent en wordt als dusdanig verdeeld. In totaal zijn er 31 beschikbare plekken. De loting vond in juli 2019 plaats. Het eindtoernooi zal in november en december 2022 zijn.

## Plaatsen
In de onderstaande tabel staat per confederatie het aantal toegewezen kwalificatieplaatsen.
| AFC               | 4 of 5 (+1) | 45 (+1) | 6 juni 2019      |  |  |
| CAF               | 5           | 54      | 4 september 2019 |  |  |
| CONCACAF          | 3 of 4      | 35      | 24 maart 2021    |  |  |
| CONMEBOL          | 4 of 5      | 10      | 8 oktober 2020   |  |  |
| OFC               | 0 of 1      | 9       | 17 maart 2022    |  |  |
| UEFA              | 13          | 55      | 24 maart 2021    |  |  |
| Organiserend land | 1           | 1       |                  |  |  |
| Totaal            | 32          | 210+1   |                  |  |  |

## Gecombineerde kwalificatie
In sommige confederaties wordt de kwalificatie voor het wereldkampioenschap gecombineerd met de kwalificatie voor een continentaal toernooi. Zo zijn de eerste twee rondes van het wereldkampioenschap voor de AFC ook gelijk de eerste twee rondes voor het Aziatisch kampioenschap 2023. Daarom doet het gastland Qatar ook mee aan deze kwalificatie, mochten zij zich al voor de Azië Cup hebben gekwalificeerd kunnen zij ervoor kiezen om de kwalificatie voor het WK toch af te maken, ondanks dat het land al gekwalificeerd is. Anders gaat het land dat na Qatar het hoogst gerangschikt is naar de volgende ronde. Oost-Timor is weliswaar geschorst voor de kwalificatie van de Azië Cup 2023, maar omdat het land niet is geschorst door FIFA mag het wel deelnemen aan deze kwalificatie om zich te kunnen kwalificeren voor het WK.

## Gekwalificeerde landen

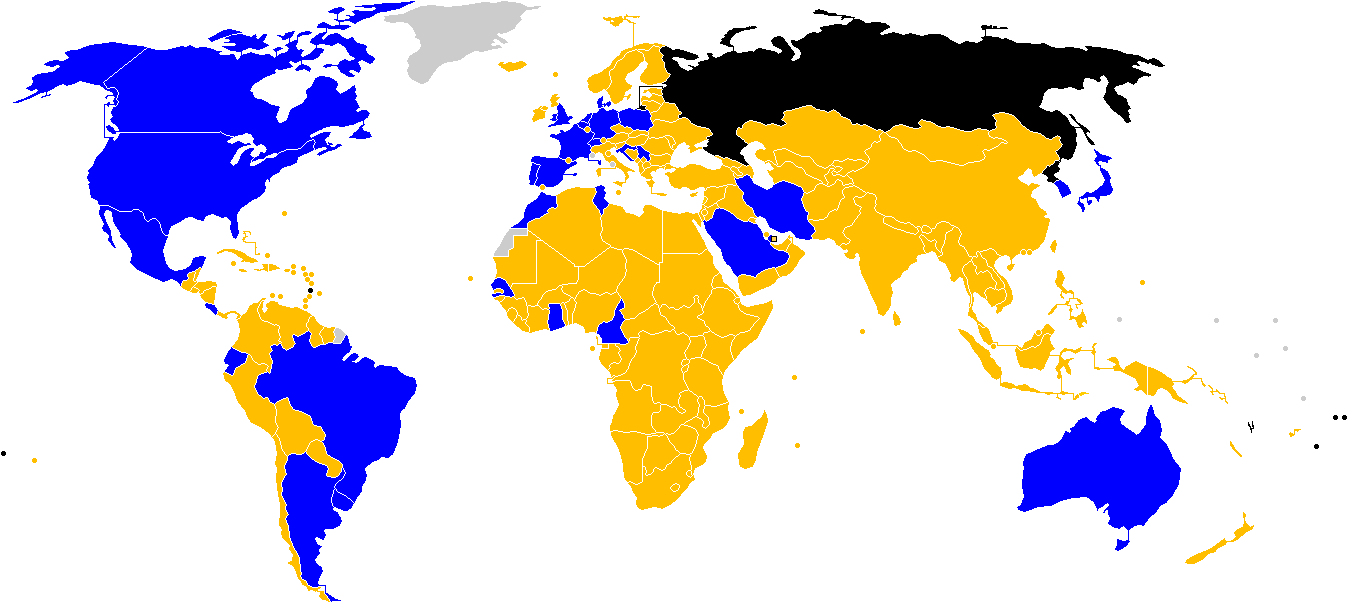
Gekwalificeerd voor het wereldkampioenschap
Niet gekwalificeerd voor het wereldkampioenschap
Uitgesloten voor de kwalificaties door de FIFA of het land trok zich terug
Geen FIFA-lid

## Kwalificatie
| FIFA-lid         | Confederatie | Kwalificatie                                      | Kwal. datum | Aantal dln. (incl. 2022) | Eerste dln. | Laatste dln. | Dln. op rij | Titels (excl. 2022) | Beste prestatie |
| ---------------- | ------------ | ------------------------------------------------- | ----------- | ------------------------ | ----------- | ------------ | ----------- | ------------------- | --------------- |
| Qatar            | AFC          | Gastland                                          | 02/12/2010  | 1                        | n.v.t.      | n.v.t.       | 1           | 0                   | n.v.t.          |
| Iran             | AFC          | 1e groep A (derde ronde)                          | 27/01/2022  | 6                        | 1978        | 2018         | 3           | 0                   | Groepsfase      |
| Saoedi-Arabië    | AFC          | 1e groep B (derde ronde)                          | 24/03/2022  | 6                        | 1994        | 2018         | 2           | 0                   | Achtste finale  |
| Zuid-Korea       | AFC          | 2e groep A (derde ronde)                          | 01/02/2022  | 11                       | 1954        | 2018         | 10          | 0                   | Vierde plaats   |
| Japan            | AFC          | 2e groep B (derde ronde)                          | 24/03/2022  | 7                        | 1998        | 2018         | 7           | 0                   | Achtste finale  |
| Ghana            | CAF          | Winnaar play-off 1                                | 29/03/2022  | 4                        | 2006        | 2014         | 1           | 0                   | Kwartfinale     |
| Senegal          | CAF          | Winnaar play-off 2                                | 29/03/2022  | 3                        | 2002        | 2018         | 2           | 0                   | Kwartfinale     |
| Kameroen         | CAF          | Winnaar play-off 3                                | 29/03/2022  | 8                        | 1982        | 2014         | 1           | 0                   | Kwartfinale     |
| Marokko          | CAF          | Winnaar play-off 4                                | 29/03/2022  | 6                        | 1970        | 2018         | 2           | 0                   | Achtste finale  |
| Tunesië          | CAF          | Winnaar play-off 5                                | 29/03/2022  | 6                        | 1978        | 2018         | 2           | 0                   | Groepsfase      |
| Canada           | CONCACAF     | 1e CONCACAF (derde ronde)                         | 27/03/2022  | 2                        | 1986        | 1986         | 1           | 0                   | Groepsfase      |
| Mexico           | CONCACAF     | 2e CONCACAF (derde ronde)                         | 31/03/2022  | 16                       | 1930        | 2018         | 8           | 0                   | Kwartfinale     |
| Verenigde Staten | CONCACAF     | 3e CONCACAF (derde ronde)                         | 31/03/2022  | 11                       | 1930        | 2014         | 1           | 0                   | Derde plaats    |
| Brazilië         | CONMEBOL     | 1e CONMEBOL                                       | 11/11/2021  | 22                       | 1930        | 2018         | 22          | 5                   | Wereldkampioen  |
| Argentinië       | CONMEBOL     | 2e CONMEBOL                                       | 16/11/2021  | 17                       | 1930        | 2018         | 13          | 2                   | Wereldkampioen  |
| Uruguay          | CONMEBOL     | 3e CONMEBOL                                       | 24/03/2022  | 14                       | 1930        | 2018         | 4           | 2                   | Wereldkampioen  |
| Ecuador          | CONMEBOL     | 4e CONMEBOL                                       | 24/03/2022  | 4                        | 2002        | 2014         | 1           | 0                   | Achtste finale  |
| Servië           | UEFA         | 1e groep A                                        | 14/11/2021  | 3                        | 2010        | 2018         | 2           | 0                   | Groepsfase      |
| Spanje           | UEFA         | 1e groep B                                        | 14/11/2021  | 15                       | 1934        | 2018         | 12          | 1                   | Wereldkampioen  |
| Zwitserland      | UEFA         | 1e groep C                                        | 15/11/2021  | 12                       | 1934        | 2018         | 5           | 0                   | Kwartfinale     |
| Frankrijk        | UEFA         | 1e groep D                                        | 13/11/2021  | 16                       | 1930        | 2018         | 7           | 2                   | Wereldkampioen  |
| België           | UEFA         | 1e groep E                                        | 13/11/2021  | 14                       | 1930        | 2018         | 3           | 0                   | Derde plaats    |
| Denemarken       | UEFA         | 1e groep F                                        | 12/10/2021  | 6                        | 1986        | 2018         | 2           | 0                   | Kwartfinale     |
| Nederland        | UEFA         | 1e groep G                                        | 16/11/2021  | 11                       | 1934        | 2014         | 1           | 0                   | Tweede plaats   |
| Kroatië          | UEFA         | 1e groep H                                        | 14/11/2021  | 6                        | 1998        | 2018         | 3           | 0                   | Tweede plaats   |
| Engeland         | UEFA         | 1e groep I                                        | 15/11/2021  | 16                       | 1950        | 2018         | 7           | 1                   | Wereldkampioen  |
| Duitsland        | UEFA         | 1e groep J                                        | 11/10/2021  | 20                       | 1934        | 2018         | 17          | 4                   | Wereldkampioen  |
| Wales            | UEFA         | Winnaar play-off 1                                | 05/06/2022  | 2                        | 1958        | 1958         | 1           | 0                   | Kwartfinale     |
| Polen            | UEFA         | Winnaar play-off 2                                | 29/03/2022  | 9                        | 1938        | 2018         | 2           | 0                   | Derde plaats    |
| Portugal         | UEFA         | Winnaar play-off 3                                | 29/03/2022  | 8                        | 1966        | 2018         | 6           | 0                   | Derde plaats    |
| Australië        | AFC          | Winnaar intercontinentale play-off (AFC-CONMEBOL) | 13/06/2022  | 6                        | 1974        | 2018         | 5           | 0                   | Achtste finale  |
| Costa Rica       | CONCACAF     | Winnaar intercontinentale play-off (CONCACAF-OFC) | 14/06/2022  | 5                        | 1990        | 2018         | 3           | 0                   | Kwartfinale     |

## Intercontinentale play-offs
De loting voor de intercontinentale play-offs vindt op een later moment plaats. De wedstrijden staan gepland voor juni 2022.
De vier landen van de vier confederaties AFC, CONCACAF, CONMEBOL en OFC zullen over twee wedstrijden worden verdeeld.
Alle landen spelen een uit- en thuiswedstrijd. De twee winnaars, die worden bepaald over de totale score, kwalificeren zich voor het wereldkampioenschap voetbal 2022 in Qatar. Bij een gelijke score over twee wedstrijden wordt gekeken naar het aantal gemaakte uitdoelpunten in beide wedstrijden. Wanneer dit aantal gelijk is, wordt er met 30 minuten verlenging gespeeld. Vervolgens wordt er opnieuw gekeken naar de uitdoelpunten. Als er tijdens de verlenging is gescoord en de totale uitslag over twee wedstrijden nog steeds gelijk is, gaat het uitspelende team door op basis van het aantal gemaakte uitdoelpunten. Wanneer er niet wordt gescoord in de extra tijd, worden er strafschoppen genomen om te bepalen welk team naar het WK gaat.
Voor de laatste keer zullen deze intercontinentale play-offs worden gehouden voor de laatste twee WK-tickets, omdat het toernooi in 2022 de laatste editie zal zijn met 32 landen. In 2026 wordt het aantal deelnemende landen uitgebreid naar 48 landen. Voor de kwalificatie van dat toernooi, zal er een play-offtoernooi worden gehouden met zes teams om de laatste twee beschikbare tickets, die zullen bestaan uit één team per confederatie (uitgezonderd de UEFA) en één extra team van het confederatie van het gastland, in het geval van 2026 is dat de CONCACAF.

### AFC en CONMEBOL
| Team 1    | Res.               | Team 2 |
| --------- | ------------------ | ------ |
| Australië | 0 – 0 (5 – 4 pen.) | Peru   |

### CONCACAF en OFC
| Team 1     | Res.  | Team 2        |
| ---------- | ----- | ------------- |
| Costa Rica | 1 – 0 | Nieuw-Zeeland |

## Afbeeldingen

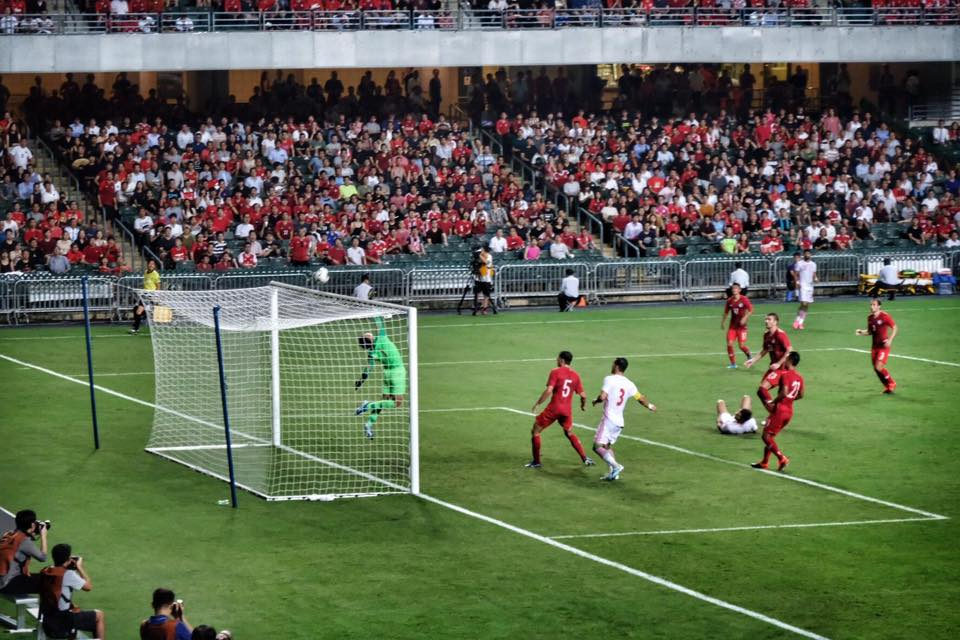
10 september 2019 Hongkong speelt tegen Iran in het Hong Kong Stadium. Tijdens het kwalificatietoernooi van de AFC.
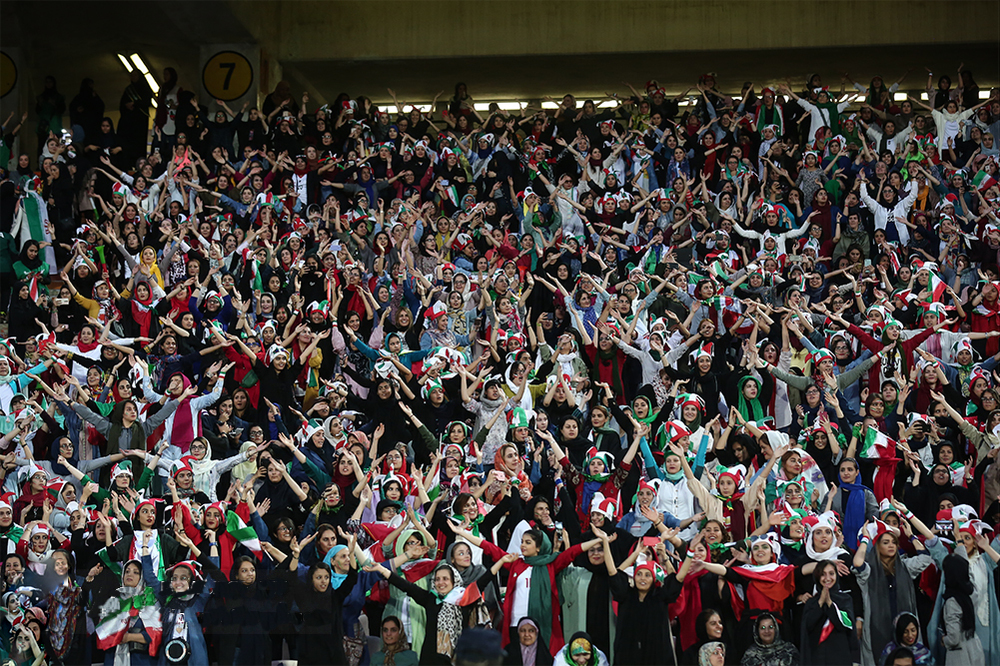
10 oktober 2019 Toeristen tijdens de wedstrijd van Iran tegen Cambodja. Tijdens het kwalificatietoernooi van de AFC.
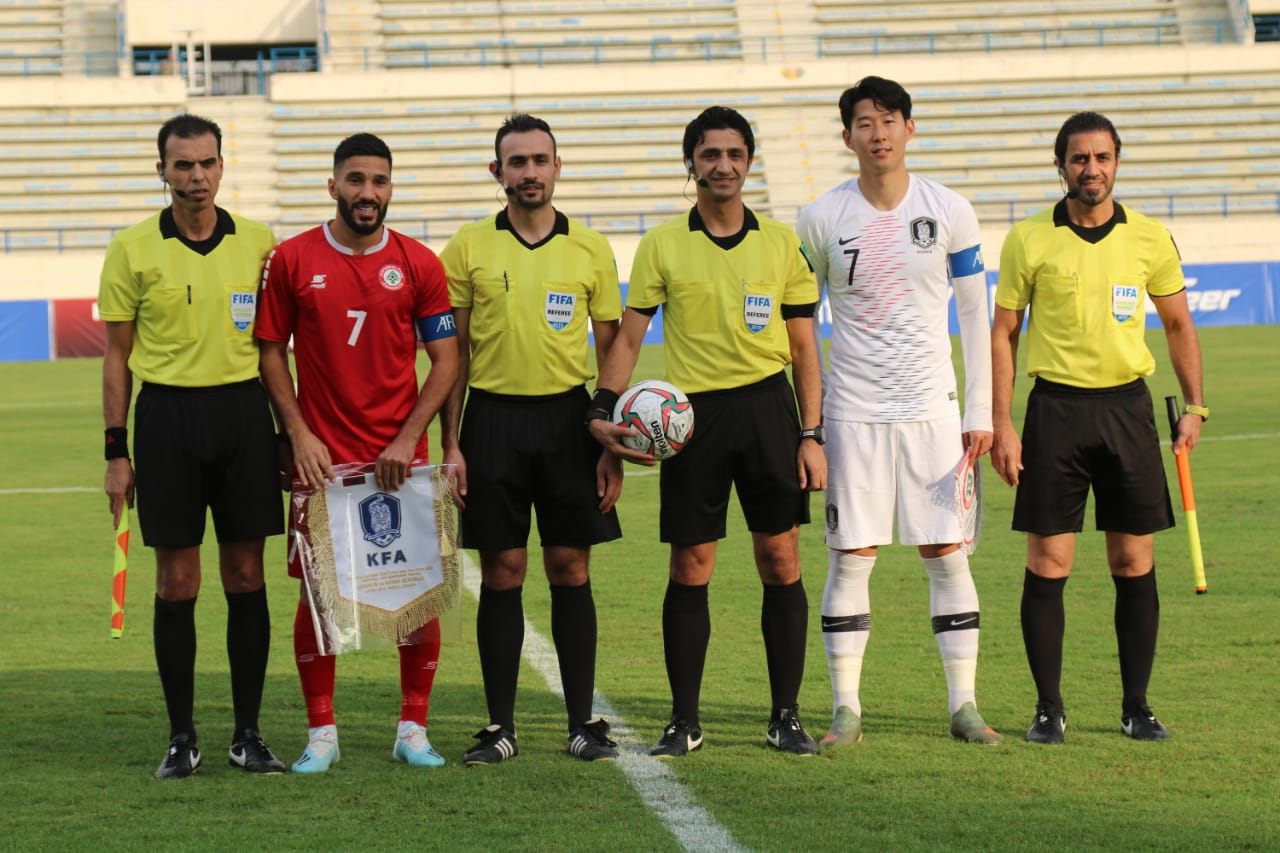
14 november 2019 De scheidsrechters tijdens de wedstrijd van Libanon tegen Zuid-Korea. De wedstrijd werd gefloten door Mohanad Qasim. Tijdens het kwalificatietoernooi van de AFC.
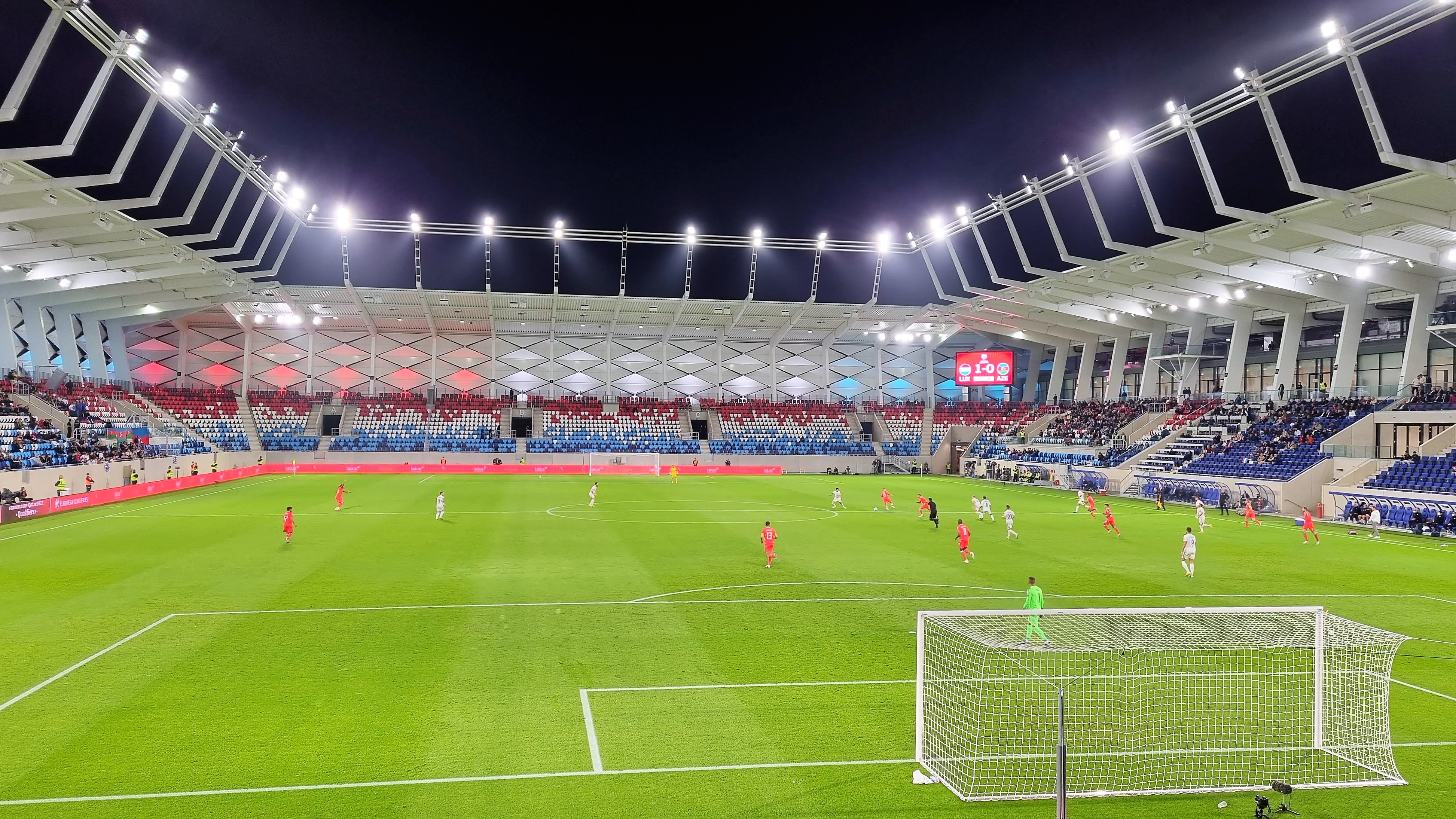
1 september 2021 Foto gemaakt in het Stade de Luxembourg tijdens de wedstrijd tussen Luxemburg en Azerbeidzjan. Tijdens het kwalificatietoernooi van de UEFA.
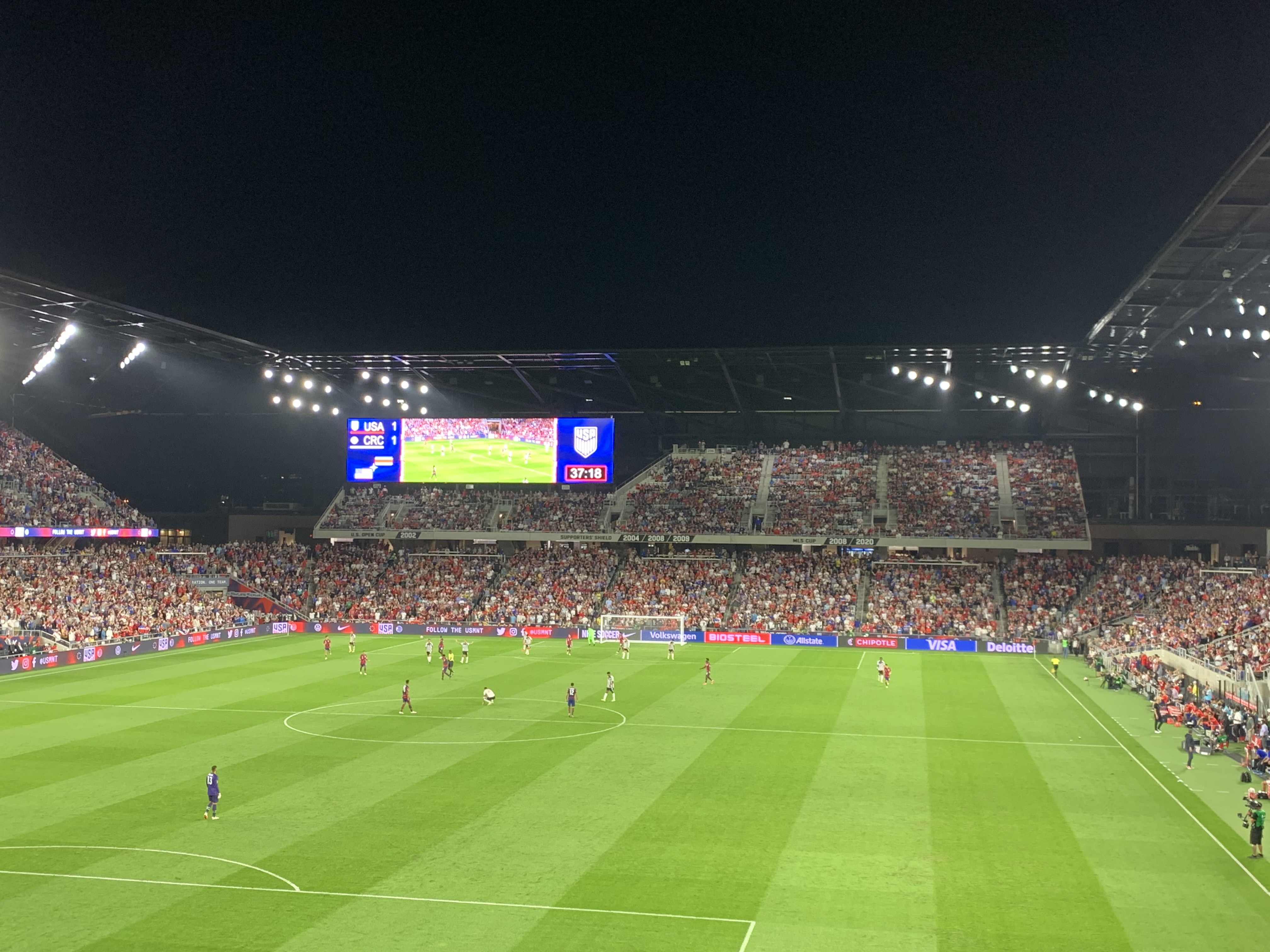
13 oktober 2021 Foto gemaakt in stadion Lower.com Field, tijdens de wedstrijd tussen USA en Costa Rica. Tijdens het kwalificatietoernooi van de CONCACAF.

Kwalificatie: Afrika (CAF) · Azië (AFC) · Europa (UEFA) · Noord- en Midden-Amerika (CONCACAF) · Oceanië (OFC) · Zuid-Amerika (CONMEBOL)